# Os Jogadores
Os Jogadores é uma websérie portuguesa exibida em 2016 pela RTP Arena eSports e produzida pela beActive.
Esta série foi a primeira websérie em Portugal produzida por uma televisão nacional, neste caso a RTP, tendo sida emitida na RTP Arena eSports, uma plataforma online dedicada à divulgação e transmissão de jogos eletrónicos.
Um ano depois, em 2017, esta série acabou por ser emitida na RTP1, através da transmissão de dois episódios de 48 minutos cada, nos dias 21 e 28 de agosto.

## Sinopse
Esta série fala sobre o percurso de Bernardo e a sua equipa até à final do campeonato europeu de League of Legends, que pela primeira vez se realiza em Portugal, mais precisamente em Lisboa no MEO Arena.

## Elenco
| Ator/Atriz         | Personagem          |
| ------------------ | ------------------- |
| Henrique Gil       | Bernardo            |
| Patrícia Godinho   | Lola                |
| Luís Simões        | Duarte              |
| Lourenço Seruya    | Samuel              |
| David Henriques    | Johny               |
| João Alves         | Fábio               |
| Diogo Martins      | Google              |
| Ana Nave           | Mãe Bernardo        |
| Joaquim Nicolau    | Pai Bernardo        |
| José Mateus        | Sr. Álvaro          |
| Alexandre Ferreira | Jorge Pedro         |
| Fernando Cunha     | Tio Francisco       |
| Catarina Leiria    | Paula               |
| Diogo Gonçalves    | Irmão Johnny        |
| Marta Casaca]]     | Entrevistadora      |
| Luís Pinheiro      | Caster Português 1  |
| Gonçalo Miguéis    | Caster Português 2  |
| Alexandre Maia     | Caster Inglês 1     |
| Nélson Fernandes   | Caster Inglês 2     |
| João Cena          | Assistente Espanhol |
| Tomás Fidalgo      | Jogador Espanhol    |
| Alexander David    | Jogador Alemão      |

## Episódios

### Transmissão na RTP Arena eSports
Episódios de 12 minutos
| # | Título          | Exibição em Portugal   |
| - | --------------- | ---------------------- |
| 1 | "Episódio n.º1" | 12 de setembro de 2016 |
| 2 | "Episódio n.º2" | 13 de setembro de 2016 |
| 3 | "Episódio n.º3" | 14 de setembro de 2016 |
| 4 | "Episódio n.º4" | 15 de setembro de 2016 |
| 5 | "Episódio n.º5" | 16 de setembro de 2016 |
| 6 | "Episódio n.º6" | 17 de setembro de 2016 |
| 7 | "Episódio n.º7" | 18 de setembro de 2016 |
| 8 | "Episódio n.º8" | 19 de setembro de 2016 |

### Transmissão na RTP1
Episódios de 48 minutos
| # | Título          | Exibição em Portugal | Audiência    | Audiência | Audiência |
| # | Título          | Exibição em Portugal | Espectadores | Share     | Rating    |
| - | --------------- | -------------------- | ------------ | --------- | --------- |
| 1 | "Episódio n.º1" | 21 de agosto de 2017 | 114 000      | 5,5%      | 1,2%      |
| 2 | "Episódio n.º2" | 28 de agosto de 2017 | 28 500       | 1,3%      | 0,3%      |